# Proceso de Quito
El Proceso de Quito es la definición que se le otorgó a un grupo de países de América Latina para dar respuesta a la crisis migratoria de Venezuela, esta instancia multilateral se estableció tras la denominada Declaración de Quito, oficialmente denominado Declaración de Quito sobre movilidad humana de ciudadanos venezolanos en la región,  el 4 de septiembre de 2018 en la capital homónima, donde se reunieron representantes de 13 países con el objetivo de intercambiar información y articular la coordinación regional a la crisis migratoria venezolana. El 23 de noviembre de 2018 se firmó el Plan de Quito que comprende profundización de los mecanismos de la migración venezolana, cooperación financiera internacional y la articulación con los organismos internacionales. El 8 y 9 de abril de 2019 se realizó una tercera reunión.
Once países americanos suscribieron la Declaración de Quito: Argentina, Brasil, Chile, Colombia, Costa Rica, Ecuador, México, Panamá, Paraguay, Perú y Uruguay. Los países de Bolivia y República Dominicana, no suscribieron el documento.

## Declaración de Quito
En dicha reunión, el grupo suscribió un documento contentivo de 18 puntos denominado "Declaración de Quito sobre movilidad humana de ciudadanos venezolanos en la región", sin carácter obligatorio para las naciones, pero si de compromiso y apoyo a los ciudadanos venezolanos, en la que declaran:
1. Destacar los esfuerzos emprendidos por los Gobiernos de la región para acoger adecuadamente a los ciudadanos venezolanos en situación de movilidad humana, especialmente a aquellos en condición de vulnerabilidad, como niñas, niños y adolescentes, adultos mayores, personas con discapacidad y personas aquejadas por enfermedades graves, entre otros.
2. Continuar trabajando de manera individual y cooperar según cada país lo estime adecuado y oportuno, con la provisión de asistencia humanitaria; acceso a mecanismos de permanencia regular, incluyendo la consideración de procesos de regularización migratoria; combate a la trata de personas y al tráfico ilícito de migrantes; lucha contra la violencia sexual y de género; protección infantil; rechazo a la discriminación y la xenofobia; acceso a los procedimientos para la determinación de la condición de refugiado; y, en general, continuar trabajando en la implementación de políticas públicas destinadas a proteger los derechos humanos de todos los migrantes en sus respectivos países, en concordancia con las legislaciones nacionales y los instrumentos internacionales y regionales aplicables.
3. Reconocer la importancia de la cooperación técnica y financiera proporcionada por los Estados cooperantes y/o los Organismos Internacionales especializados, según corresponda, para atender en los espacios nacionales de cada Estado los flujos migratorios extraordinarios y crecientes de los ciudadanos venezolanos en la región.
4. Urgir a que dicha cooperación y recursos se incrementen sustancialmente, de acuerdo a los requerimientos del volumen de personas que han emigrado desde Venezuela hacia otros países de la región, y se dirijan a los sectores priorizados por cada Estado, a fin de que éstos puedan incrementar sus acciones y programas hacia la regularización migratoria.
5. Exhortar al Gobierno de la República Bolivariana de Venezuela para que tome de manera urgente y prioritaria las medidas necesarias para la provisión oportuna de documentos de identidad y de viaje de sus nacionales, como cédulas de identidad, pasaportes, partidas de nacimiento, partidas de matrimonio y certificados de antecedentes penales, así como de las apostillas y legalizaciones que fueran requeridas por sus ciudadanos en vista de que la carencia de tales documentos ha generado: limitaciones al derecho a la libre circulación y movilidad; dificultades en los procedimientos migratorios; impedimentos a la circulación extrarregional; afectaciones a la inserción social y económica en los países de acogida; y, por el contrario, ha incentivado la migración irregular.[7]
6. De acuerdo con la legislación nacional de cada país, acoger los documentos de viaje vencidos como documentos de identidad de los ciudadanos venezolanos para fines migratorios.
7. Establecer un programa regional, con el apoyo del Sistema de Naciones Unidas, particularmente la Organización Internacional para las Migraciones – OIM, para el intercambio oportuno, a través de las instancias nacionales competentes, de información pertinente de migrantes venezolanos, tendiente a prestar la ayuda humanitaria y lograr una migración ordenada y segura.
8. Disponer que los Estados de la región coordinen esfuerzos a través de la Organización de Estados Americanos (OEA), la Organización Internacional para las Migraciones (OIM), y otros organismos internacionales, a fin de combatir la trata de personas y el tráfico ilícito de migrantes, dentro del flujo migratorio de ciudadanos venezolanos y de conformidad con las disposiciones de los instrumentos internacionales pertinentes.
9. Ratificar el compromiso de los Estados de la región de conformidad con la disponibilidad de recursos públicos, la realidad económica, la normativa interna y las posibilidades de cada país de acogida, de proveer a los ciudadanos venezolanos en situación de movilidad humana, el acceso a los servicios de salud y educación públicas y a las oportunidades en el mercado laboral. Asimismo, se garantiza el acceso a los sistemas de justicia.
10. Reconocer que un volumen considerable de migración pendular y en tránsito, requiere del apoyo y la cooperación regional para el fortalecimiento de medidas para Colombia, dada su condición limítrofe con Venezuela, así como para Ecuador y Perú, dado que se genera un corredor migratorio hacia esos dos países.
11. De encontrarlo necesario, fortalecer la normativa jurídica – legal, reglamentaria y administrativa- de los Estados de la región, a fin de optimizar las políticas diseñadas para promover y respetar los derechos de los migrantes venezolanos en los países de tránsito y acogida.
12. Ratificar los compromisos de los Estados de la región respecto a la lucha coordinada contra la discriminación, la intolerancia y la xenofobia e implementar, en la medida de lo posible para cada país, iniciativas y esfuerzos estatales, individuales y/o conjuntos, en dicho sentido.
13. Reiteran su preocupación por el grave deterioro de la situación interna que provoca la migración masiva de venezolanos, abordada en esta reunión, y hacen un llamado a la apertura de un mecanismo de asistencia humanitaria que permita descomprimir la crítica situación, brindando atención inmediata en origen a los ciudadanos afectados.
14. Los Estados concuerdan en cooperar mutuamente para atender a sus nacionales y exhortan al Gobierno de la República Bolivariana de Venezuela para que acepte la cooperación de los gobiernos de la región y de los organismos internacionales, con el fin de atender la situación de sus respectivas comunidades establecidas en Venezuela.
15. Convenir en la realización de una nueva Reunión sobre Movilidad Humana, enfocada en la crítica situación de los flujos migratorios extraordinarios y crecientes de los ciudadanos venezolanos, en principio, para la segunda semana de noviembre, en la ciudad de Quito, para dar seguimiento a los compromisos consignados en la presente Declaración.
16. Fortalecer el rol de la CAN y del MERCOSUR para abordar, de manera integral y articulada, el flujo masivo de nacionales venezolanos y que permita adoptar acciones inmediatas para atender esta crisis migratoria de carácter humanitario. Igualmente, en los ámbitos de la Conferencia Regional de Migraciones, y la Conferencia Sudamericana de Migraciones.
17. Agradecer la participación de todos los Organismos Internacionales presentes en esta Reunión Regional.
18. Agradecer especialmente al Gobierno de la República del Ecuador por la oportuna convocatoria de la reunión y la hospitalidad durante esta jornada de trabajo.